# Rostam Ghasemi
Rostam Ghasemi (ur. 5 maja 1964 w Qaleh Sargah, zm. 8 grudnia 2022 w Teheranie) – irański wojskowy i polityk, w latach 2011–2013 minister ropy naftowej.

## Życiorys
Prawdopodobnie ukończył studia w zakresie inżynierii lądowej. W 1979 wstąpił do Korpusu Strażników Rewolucji Islamskiej, walczył w wojnie iracko-irańskiej. W latach 1981–1988 kierował logistyką oddziałów Korpusu w prowincji Buszehr. W 1996 został dowódcą bazy marynarki wojennej Korpusu w Nuh. Dosłużył się stopnia generała brygady. Po zakończeniu wojny iracko-irańskiej pracował ponadto w utworzonych przez Strażników firmach budowanych. W 2007 został dyrektorem najważniejszej z nich - Chatam al-Anbijja; firma ta realizowała również państwowe zamówienia w przemyśle naftowym i gazowym. W związku ze wzrostem znaczenia Chatam al-Anbijja w irańskiej gospodarce i oskarżeniami o jej udział w rozwijaniu irańskiego programu nuklearnego Rostam Ghasemi został objęty sankcjami przez Stany Zjednoczone i Unię Europejską odpowiednio 10 lutego i 26 lutego 2010.
W 2011 prezydent Mahmud Ahmadineżad, pod naciskiem Korpusu Strażników, mianował Ghasemiego ministrem ropy naftowej. Ghasemi pozostał na stanowisku przez dwa lata, do 2013, gdy nowym ministrem ropy naftowej został Biżan Namdar Zangane. Ghasemiego mianowano wówczas doradcą świeżo mianowanego ministra obrony Hosejna Dehghana.